# Maurice Gibb
Pour les articles homonymes, voir Gibb.
Maurice Gibb, né le 22 décembre 1949 à Douglas, dans l'Île de Man (Grande-Bretagne), et mort le 12 janvier 2003 à Miami Beach (États-Unis), est un musicien, chanteur et auteur-compositeur-interprète anglais, plus connu comme membre des Bee Gees, formé avec son jumeau Robin Gibb et son frère aîné Barry Gibb.

## Biographie

### Enfance
Fils de Hugh Gibb, batteur amateur, et de Barbara Pass, Maurice naît sur l'Île de Man 35 minutes après son jumeau Robin. Il est le quatrième enfant d'une fratrie alors composée de Barry et d'une grande sœur, Lesley. Son troisième frère, Andy, verra le jour neuf ans plus tard. En 1955, la famille s'établit dans le quartier de Chorlton-cum-Hardy à Manchester, en Angleterre. À cette époque, les trois frères aînés s'entraînent déjà au chant, et créent le groupe des Rattlesnakes avec deux voisins. Ils se produisent dans des cinémas locaux et lors de fêtes de quartiers.
Le groupe se dissout à la fin de l'année 1958, lorsque les Gibb déménagent à Brisbane, en Australie, et emménagent dans l'un des quartiers les plus défavorisés de la métropole, Cribb Island. Les trois frères sont indisciplinés et commettent quelques larcins. Barry déclare à ses frères qu'ils doivent prendre une décision : soit ils deviennent des voyous, soit ils deviennent des musiciens. C'est alors qu'ils créent le groupe des Bee Gees.

### Carrière

#### Avec les Bee Gees

##### 1963-1969: débuts et rupture avec Robin Gibb
Le premier single du groupe était The Battle of Blue And The Grey mais il n'a pas réussi à se classer. Vers 1963, les frères Gibb travaillent avec Judy Stone, Johnny Devlin et Jimmy Hannan. En 1964, Maurice Gibb fait sa première apparition en tant qu'instrumentiste sur le beat-influence Claustrophobia. Toujours en 1964, les frères Gibb ont travaillé avec Johnny Devlin et Trevor Gordon. Vers 1965, les frères Gibb travaillent avec Trevor Gordon, Michelle Rae et Noeleen Batley. En 1966, les trois frères Gibb ont écrit leur première chanson, The Storm. Cette année-là également, Maurice a commencé sa carrière en tant que guitariste et bassiste du groupe ; à peu près à la même époque, il enregistre sa première composition en solo, All by Myself, sur laquelle il joue également de la guitare.
Au milieu de 1967, Bee Gees' 1st sort. L'album a été salué par les critiques qui l'ont comparé au Sgt. Pepper's Lonely Hearts Club Band des Beatles, qui est sorti quelques semaines plus tôt. Au début de 1968, l'Horizontal est sorti. En août 1968, le groupe The Marbles sortent leur premier et unique succès, Only One Woman, une chanson co-écrite par Gibb. 
À la mi-1968 sort le troisième LP du groupe, Idea. Il comprend la chanson Kitty Can, qui présente la voix haute en harmonie de Maurice, avec Barry chantant en basse harmonie. Au début de 1969 sort Odessa, qui présente la voix solo de Maurice sur Suddenly et I Laugh in Your Face. Le 19 mars 1969, jour où Robin annonce ses plans en tant qu'artiste solo, Gibb et ses camarades enregistrent Tomorrow Tomorrow.

##### 1970-1979: retrouvailles et période disco
Les Bee Gees se sont réunis le 21 août 1970. Maurice a ensuite commencé à prendre quelques voix principales sur des morceaux des Bee Gees dans les années 1970 tels que Lay It on Me, Country Woman, On Time et You Know It's For You.
Durant la décennie 1970, les Bee Gees publient dix albums et leur popularité explose. En mars 1977 Robert Stigwood, leur manager, produit la musique disco du film La Fièvre du samedi soir. Il contacte le groupe, qui est en session d'enregistrements aux studios du château d'Hérouville en France, demandant dans l'urgence quatre chansons pour la bande sonore de son projet de film. Finalement, ils en enregistrent cinq nouvelles et en donnent deux autres. Stayin' Alive, Night fever, More than a Woman, How deep is your love, Emotion, If I can't have you, You should be dancing et Jive Talkin'. La musique du film est la 54e plus grosse vente d'albums de tous les temps.

##### 1980-2003: années ultérieures
En septembre 1986, les Bee Gees commencent à écrire et enregistrer des chansons pour leur prochain album ESP, dans lequel Maurice prend la tête sur la chanson Overnight.
Le 24 avril 2001, ils sortent leur 23e et dernier album studio, This Is Where I Came In, qui comprend ses compositions Walking on Air et Man in the Middle.

#### En solo
En dehors des Bee Gees, Maurice a écrit pour plusieurs artistes et a également sorti quatre albums solo.
En 1981, il enregistre quelques pistes instrumentales pour son album instrumental Strings and Things , dont Image of Samantha, qui semble faire référence à sa fille Samantha. En 1982, Gibb apparaît au festival de Sanremo où il interprète Wildflower, une chanson des Bee Gees sur laquelle il a fourni la voix principale. En 1983, Gibb réenregistre On Time en même temps que Hold Her in Your Hand. En février 1984, il collabore avec l'arrangeur Jimmie Haskell pour la bande originale du film Une race à part, enregistré aux Gold Star Studios de Los Angeles. En mars, il a enregistré Miami, A Musical Score, cette chanson a ensuite été utilisée pour un film promotionnel à Miami. Son deuxième single, Hold Her in Your Hand, n'a été publié qu'au Royaume-Uni, en Australie et en Afrique du Sud.
Gibb compose et enregistre l'instrumental The Supernaturals en juillet 1985. Il sera ensuite doublé sur le film du même nom, où il fait une brève apparition.

### Mort
Le 12 janvier 2003, alors âgé de 53 ans, Maurice, souffrant d'une occlusion intestinale due à une malformation héréditaire, ne supporte pas l'opération et s'éteint après une crise cardiaque. Une enquête sera réclamée par ses deux frères, estimant qu'une erreur médicale aurait pu entraîner cette mort prématurée. Incinéré, ses cendres sont remises à la famille ; il laisse derrière lui son épouse Yvonne, son fils Adam et sa fille Samantha.

## Discographie

### Albums
LP « pirate » : Ladybird LB 007, Japon.
Polydor 2383 018, Royaume-Uni.
Cet album a été réalisé par plusieurs artistes.
LP « pirate »

### Singles
- Railroad / I've come back (Polydor 2058 013, standard, ATCO Records Atco 45-6757, EU ; Polydor DP1725, Japon, avril 1970)

- Bloomfiels : Thème principal de la bande originale du film The Bloomfields, aussi appelé « The Hero ». Ce thème a été composé avec d'autres célébrités[2].

- The loner / ? (Pye 7N 17906, Royaume-Uni, janvier 1972)

- Hold her in your hand / Hold her in your hand (inst) (Polydor, 1984)

- Closer Than Close

- Man In The Middle